# Death at a Funeral (2010)
Death at a Funeral (br: Morte no Funeral) é um filme estadunidense de 2010 do gênero comédia de humor negro dirigido por Neil LaBute e com roteiro de Dean Craig, sendo um remake do filme homônimo britânico de 2007 que Craig também escreveu. Peter Dinklage é o único ator da produção original que retorna nesta refilmagem.
O filme emprega ensemble cast contando com Chris Rock, Martin Lawrence, Danny Glover, Regina Hall, Peter Dinklage, James Marsden, Tracy Morgan, Loretta Devine, Zoë Saldaña, Columbus Short, Luke Wilson, Keith David, Ron Glass e Kevin Hart nos papéis dos personagens.
Foi lançado em abril de 2010 nos Estados Unidos e arrecadou um pouco mais de quarenta e nove milhões de dólares nas bilheterias do mundo contra um orçamento de cerca de vinte e um milhões. No Brasil o filme foi lançado diretamente em home video.

## Enredo
Um serviço funerário é realizado para o pai de Aaron e Ryan. Aaron, o filho mais velho, e sua esposa Michelle moram na casa de seus pais; Aaron e Michelle têm tentado comprar sua casa própria e ter filhos, mas não obtém sucesso. Aaron inveja seu irmão porque Ryan é um autor de sucesso, enquanto Aaron ainda sequer teve seu primeiro romance publicado; Aaron se ressente de Ryan porque seu irmão prefere gastar dinheiro em uma passagem aérea de primeira classe do que ajudá-lo a pagar pelas despesas do funeral.
A prima de Aaron e Ryan, Elaine, e seu noivo Oscar, estão indo pegar o irmão dela, Jeff, para irem ao funeral. Para aliviar os nervos de Oscar, Elaine lhes dá uma pílula de uma garrafa rotulada como Valium; Jeff depois revela a Elaine que a garrafa trata-se, na verdade, de uma poderosa droga alucinógena que ele inventou para um amigo. Ao chegarem no funeral, o caos começa quando Oscar alucina que o caixão está se movendo; Oscar começa a se rebelar e tenta abrir o caixão e acaba fazendo com que o corpo caia pra fora da urna.
Aaron é abordado por um convidado desconhecido anão chamado Frank, que se revela ser o amante secreto de seu falecido pai; Frank lhe mostra algumas fotos dele com o pai de Aaron e ameaça revelá-las para a mãe de Aaron e Ryan, Cynthia, a menos que Frank receba 30 mil dólares. Enquanto em choque, Aaron retransmite a situação para Ryan, que sugere que Aaron pague o dinheiro porque Ryan afirma que ele está em dívida. Quando Aaron e Ryan se encontram com Frank para pagar, Frank começa a ridicularizar a habilidade de Aaron como escritor e Aaron se reluta a pagar quantia ao anão. Frank fica violento, mas Aaron e Ryan o amarram para impedi-lo de sair e revelar as fotos comprometedoras. O amigo da família Norman entra na sala e dá a Frank várias doses do que ele também acredita ser Valium para tentar acalmá-lo; Jeff também entra na sala, dizendo que é o mesmo alucinógeno que Oscar tomou anteriormente.
Quando Jeff e Norman, que deveriam estar vigiando Frank, se distraem com o tio Russell, Frank se liberta das amarras e fica inconsciente por conta do efeito da droga e cai batendo a cabeça em uma mesa. Com Aaron, Ryan, Jeff e Norman acreditando que Frank está morto, eles planejam colocá-lo no caixão junto com o corpo do pai de Aaron e Ryan. Enquanto todo mundo está fora assistindo Oscar, que está no telhado nu e ameaçando pular do telhado porque ele viu o ex-namorado de Elaine, Derek, beijando-a, Aaron e Ryan poem Frank no caixão. Elaine diz a Oscar que Derek a beijou à força e assim consegue o acalmar, revelando que ela está grávida. Com todos de volta para dentro da casa, eles continuam o funeral. Enquanto Aaron desajeitadamente tenta dar seu discurso, Frank desperta e começa a se mexer violentamente dentro do caixão até que o anão o abre e sai da urna, assustando a todos. As fotos de Frank caem do bolso dele, enquanto Cynthia vê as fotos e grita com Frank, atacando-o. Aaron grita para chamar a atenção de todos e faz um discurso comovente e improvisado, dizendo que seu pai era um homem bom mesmo com falhas como qualquer outra pessoa teria.
Aaron e Ryan se despedem depois do funeral e Ryan pega uma carona para o aeroporto com Martina, uma jovem de dezoito anos a quem ele estava paquerando durante todo o funeral. Aaron e Michelle estão finalmente sozinhos quando Aaron pergunta onde está o tio Russell; Michelle diz a ele que ela deu a ele o que ela acredita ser Valium para acalmá-lo, chocando Aaron. Enquanto isso, o tio Russell está nu no telhado, como aconteceu com Oscar, dizendo que tudo à sua volta é "tão verde".

## Elenco
- Chris Rock como Aaron Barnes, um romancista e protagonista principal.
- Martin Lawrence como Ryan Barnes, irmão de Aaron e um autor de sucesso.
- Tracy Morgan como Norman, um amigo da família Barnes.
- Peter Dinklage como Frank Lovett, o principal antagonista. Ele é o anão amante do pai de Aaron e Ryan. Dinklage também desempenhou o mesmo papel na produção original homônima de 2007.
- Loretta Devine como Cynthia Barnes, mãe de Aaron e Ryan.
- Danny Glover como Russell Barnes, o cadeirante tio mal-humorado de Aaron, Ryan, Elaine e Jeff.
- Regina Hall como Michelle Barnes, esposa de Aaron.
- Zoë Saldaña como Elaine Barnes, prima de Aaron e Ryan.
- James Marsden como Oscar, noivo de Elaine.
- Columbus Short como Jeff Barnes, irmão de Elaine.
- Luke Wilson como Derek, ex-namorado de Elaine e melhor amigo de Norman.
- Keith David como o Reverendo Davis.
- Ron Glass como Dr. Duncan Barnes, pai de Jeff e Elaine.
- Kevin Hart como Brian
- Regine Nehy como Martina
- Robert Lee Minor como Edward Barnes, o falecido pai de Aaron e Ryan e marido de Cynthia.

## Recepção
O filme recebeu críticas mistas do site agregador de cíticas Rotten Tomatoes, onde é relatado que 41% dos críticos deram ao filme uma crítica positiva baseada em 119 avaliações e sob o seguinte consenso: "[O filme] É divertido e reúne um elenco talentoso, mas ao contrário do filme original de 2007, o remake ficou aquém do esperado". Em outro agregador de críticas, o Metacritic, o filme ganhou uma pontuação média de 51/100 com base em 25 revisões.
Roger Ebert, crítico do Chicago Sun-Times, deu ao filme três estrelas e meia de quatro, dizendo que o remake ficou melhor do que a produção original. Ebert escreveu: "Esta é a melhor comédia desde The Hangover... Ter mais de uma 'morte no funeral' é realmente muito indesejável, mas é justamente isso que oriunda as piadas do filme".